# Gia Coppola
Gian-Carla Coppola, detta Gia (Los Angeles, 1º gennaio 1987), è una regista, sceneggiatrice, attrice e fotografa statunitense.

## Biografia
È la figlia di Gian-Carlo Coppola, a sua volta figlio del regista Francis Ford Coppola, e di Jacqui de la Fontaine; suo padre morì a 22 anni in un incidente nautico, sette mesi prima che lei nascesse. Coppola crebbe poi tra Los Angeles e il vigneto della sua famiglia nella Napa Valley. È stata la figlia acquisita di Peter Getty, il nuovo marito di sua madre, dal 2000 al 2009 (anno del divorzio tra i due). Come molti membri della sua famiglia, Coppola si è avvicinata al cinema sin da giovanissima, capitando spesso sul set dei film di sua zia Sofia. Da bambina, inoltre, è stata diretta dal nonno Francis Ford in un episodio del film New York Stories (1989) e ne Il padrino - Parte III (1990), dove interpreta la nipotina di Connie Corleone; nel 1996, quest'ultimo le ha dedicato nei titoli di coda il film Jack, da lui diretto.
Dopo aver abbandonato la scuola superiore, Coppola supera i GED e studia fotografia al Bard College di New York. Dopo la laurea, decide di perseguire una carriera nel cinema. Si impratichisce lavorando come assistente al personale del dipartimento costumi nel film di Sofia Coppola Somewhere (2010) e come consulente creativa nel film di Francis Ford Twixt (2011). Sempre nel 2010, dirige il suo primo cortometraggio, venendo notata dalla casa di moda newyorkese street fashion Opening Ceremony, che le fa dirigere diversi corti promozionali per il loro brand.
Fa il suo esordio alla regia di un lungometraggio nel 2013 con Palo Alto, interpretato da Emma Roberts, James Franco, Jack Kilmer e Nat Wolff, e basato sull'omonima raccolta di racconti scritta dallo stesso Franco. Il film è stato presentato nella sezione Orizzonti della 70ª Mostra internazionale d'arte cinematografica di Venezia. Il suo secondo lungometraggio, Nessuno di speciale, interpretato da Andrew Garfield, Maya Hawke e Jason Schwartzman, è stato presentato anch'esso ad Orizzonti sette anni più tardi. Nel 2024 dirige The Last Showgirl, interpretato da Pamela Anderson, Jamie Lee Curtis e Dave Bautista.

## Filmografia

### Regista

#### Cinema
- None Plus One – cortometraggio (2010)
- Casino Moon – cortometraggio (2012)
- Palo Alto (2013)
- Strange Love – cortometraggio (2015)
- Nessuno di speciale (Mainstream) (2020)
- The Last Showgirl (2024)

#### Video musicali
- You're Not Good Enough – Blood Orange (2014)
- Your Type – Carly Rae Jepsen (2015)
- Cut to the Feeling – Carly Rae Jepsen (2017)
- Applaud – Yves Tumor (2019)
- Are You A Magician? – Soko (2020)

### Sceneggiatrice
- Casino Moon – cortometraggio (2012)
- Palo Alto (2013)
- Nessuno di speciale (Mainstream) (2020)

### Produttrice
- Nessuno di speciale (Mainstream) (2020)

### Attrice
- La vita senza Zoe (Life Without Zoe), episodio di New York Stories, regia di Francis Ford Coppola (1989)
- Il padrino - Parte III (The Godfather: Part III), regia di Francis Ford Coppola (1990)

## Riconoscimenti
- Mostra internazionale d'arte cinematografica
  - 2013 – In concorso (Orizzonti) con Palo Alto
  - 2020 – In concorso (Orizzonti) con Nessuno di speciale